# President de Trinitat i Tobago
El President de Trinitat i Tobago  és el Cap d'Estat de Trinitat i Tobago. El càrrec fou creat en 1976.
| Nom                              | Inici del govern   | Fi del govern      |
| -------------------------------- | ------------------ | ------------------ |
| Ellis Clarke                     | 1 d'agost de 1976  | 13 de març de 1987 |
| Michael Jay Williams             | 13 de març de 1987 | 19 de març de 1987 |
| Noor Hassanali                   | 19 de març de 1987 | 19 de març de 1987 |
| Arthur Napoleon Raymond Robinson | 19 de març de 1997 | 19 de març de 2003 |
| George Maxwell Richards          | 17 de març de 2003 | actualitat         |